# St. Walburga (Morsbach)

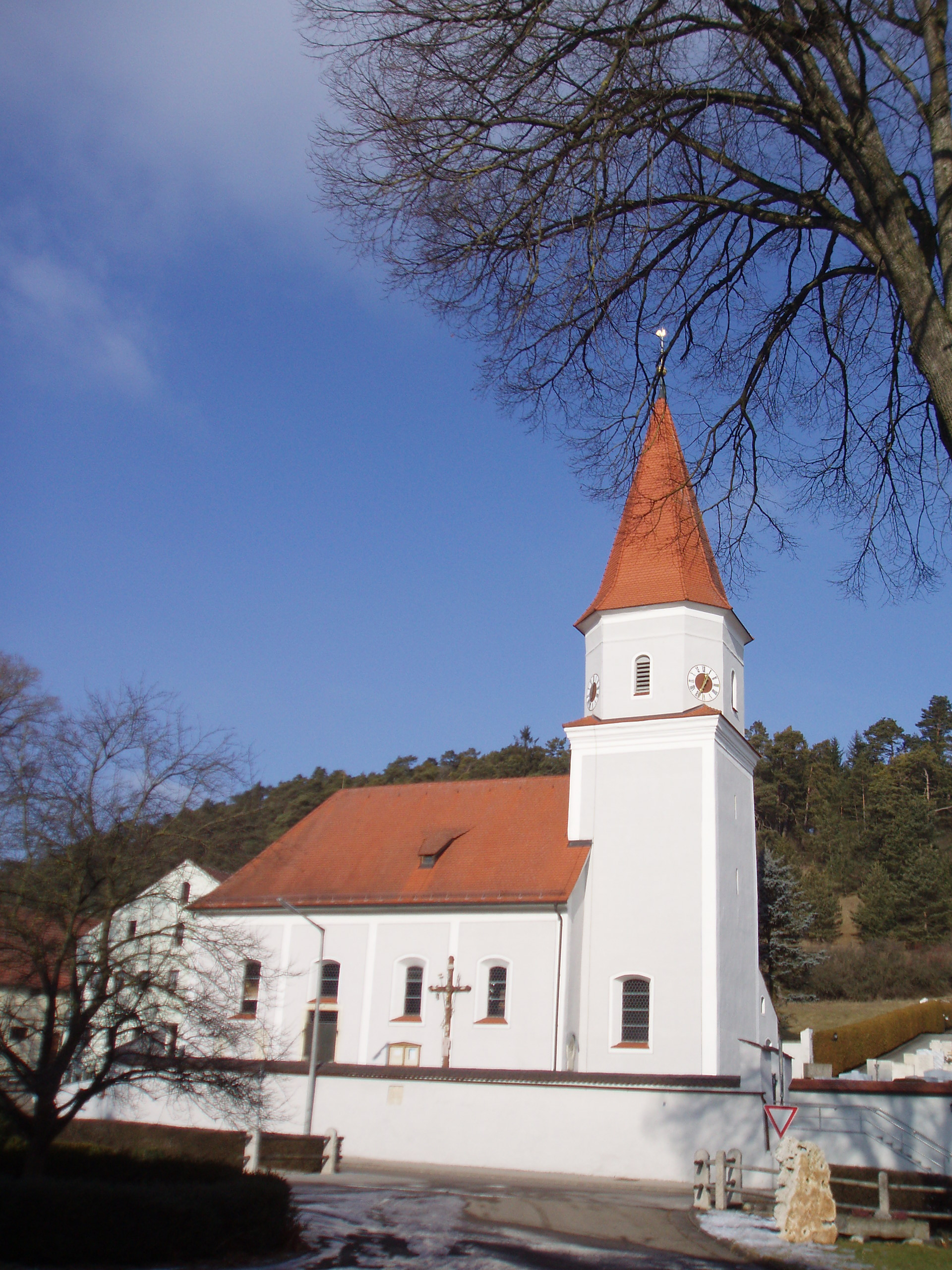
St. Walburga in Morsbach

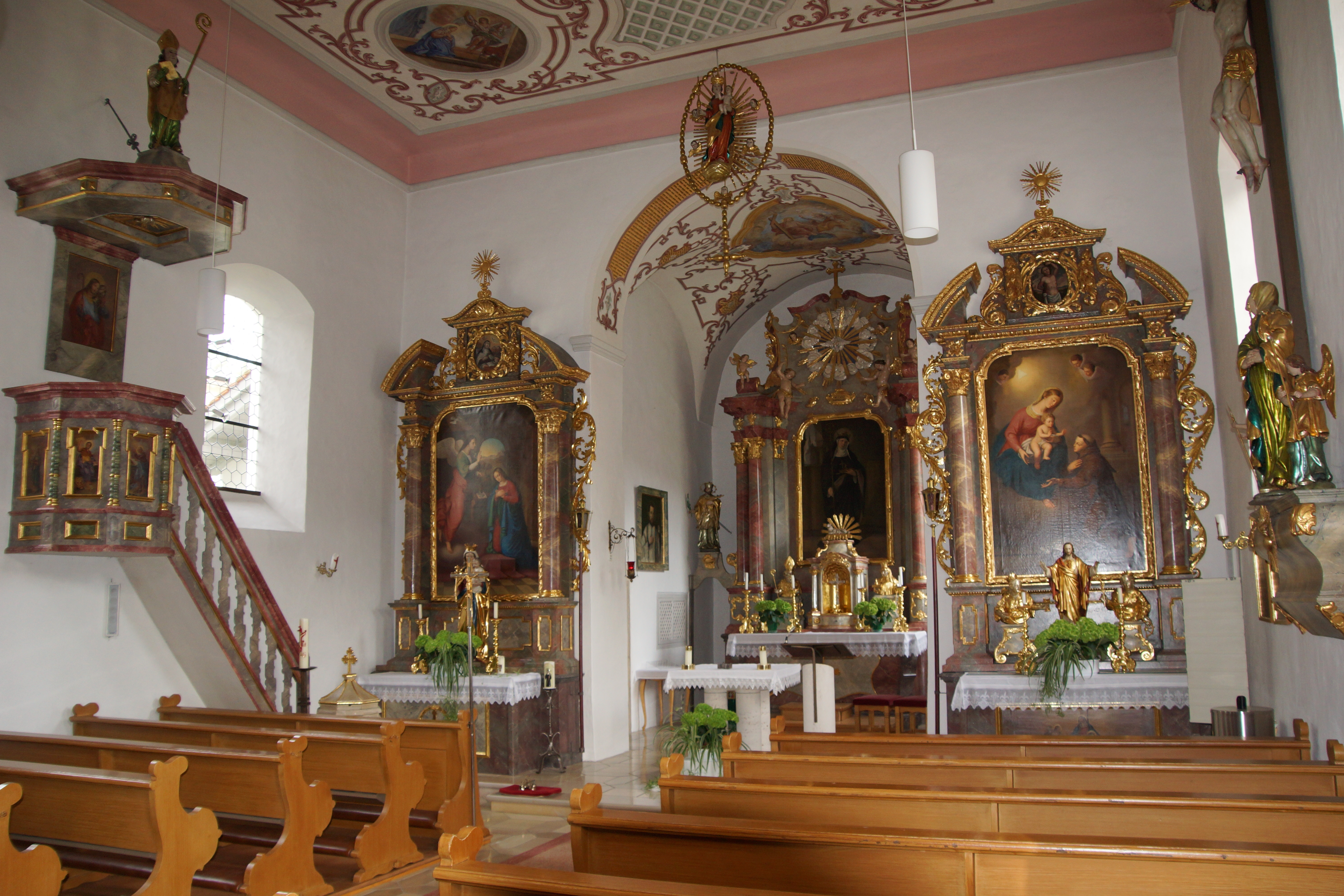
Innenansicht

Die römisch-katholische Pfarrkirche St. Walburga steht in Morsbach, einem Gemeindeteil des Marktes Titting im oberbayerischen Landkreis Eichstätt. Das Bauwerk ist in der Liste der Baudenkmäler in Titting als Baudenkmal unter der Nr. D-1-76-164-75 eingetragen. Die Kirche gehört zum Dekanat Eichstätt im Bistum Eichstätt.

## Beschreibung
Die barocke Saalkirche wurde in den Jahren 1696 bis 1701 erbaut und 1898 erweitert. Sie besteht aus dem Langhaus und dem Chorturm im Osten. 1743 wurde der Turm mit einem achteckigen Geschoss für den Glockenstuhl mit drei Glocken sowie für die Turmuhr aufgestockt und erhielt einen spitzen Helm.
Der Innenraum des Langhauses ist mit einer Flachdecke überspannt, der des Chors im Erdgeschoss des Chorturms mit einem Kreuzgewölbe. Der Hochaltar wurde um 1760 aufgestellt. Das Altarretabel hat Alois Süßmayr bemalt. 1996 wurde ein Volksaltar errichtet. Die Orgel auf der Empore wurde 1910 von Joseph Franz Bittner gebaut.